# Automatische Schusswaffe

Zeichnung einer AK 47 Kalaschnikow, eine der bekanntesten automatischen Schusswaffen der Welt

Automatische Schusswaffen sind Schusswaffen, die nach Abgabe eines Schusses teilweise oder vollständig selbsttätig erneut schussbereit werden. Es wird zwischen Halbautomaten (Selbstladern) und Vollautomaten unterschieden. Oft wird automatisch im Sinne von vollautomatisch verwendet.
Bei der Kategorisierung wird von einem geladenen und gespannten System ausgegangen. Es wird nicht betrachtet, wie die erste Patrone in das Patronenlager gelangte und auch nicht, wie die Waffe gespannt wurde. Denn auch bei den meisten vollautomatischen Waffen erfolgen diese ersten Schritte manuell. Ausnahmen bilden hauptsächlich Maschinenkanonen mit einer elektrisch angetriebenen Durchladeeinrichtung.

## Halbautomatische Schusswaffe
Zu halbautomatischen Schusswaffen gibt es unterschiedliche Definitionen.
Halbautomatische Handfeuerwaffen, respektive Selbstlader sind nach dem Abschuss wieder schussbereit.
Halbautomatische Geschütze sind in der Regel Einzelladerwaffen, die nach dem Abschuss die Hülse auswerfen und wieder ladebereit sind.

## Automatische Schusswaffe
Mit Bezug auf die Verschlussstellung vor dem Schuss unterscheidet man zwischen aufschießenden Waffen (meist Selbstlader) und zuschießenden Waffen.

### Selbstlader
Selbstlader sind Mehrladewaffen, bei denen durch einmalige Betätigung des Abzuges jeweils nur ein Schuss abgegeben wird (Einzelfeuer) und die danach selbsttätig erneut schussbereit werden. Im Prinzip kann jeder Selbstlader als Vollautomat ausgeführt werden; bei den Selbstladern ist ein Unterbrecher eingebaut, welcher die Auslösung der Zündung vom automatischen Ablauf abtrennt.
Man unterscheidet Selbstladepistole, Selbstladegewehr, Selbstladeflinte und Selbstladerevolver.
Gewöhnliche Double-Action-Revolver gelten nicht als Selbstlader, da die Trommel durch das Betätigen des Abzuges oder Spannen des Hahns durch den Schützen weitergedreht wird, um eine neue Patrone vor den Lauf und den Schlagbolzen zu bringen und die Waffe schussbereit zu machen, was ein mechanisches Nachladen des Schützen von Hand darstellt.
Mit dem Bump Stock wird bei einem Selbstlader die Funktion einer vollautomatischen Schusswaffe nachgebildet.

### Vollautomatische Schusswaffe
Auch Maschinenwaffen, Serienfeuerwaffen oder Vollautomaten genannt. Hier handelt es sich um Schusswaffen, die Schüsse respektive Dauerfeuer abgeben, solange der Abzug durchgezogen wird oder solange dies eine andere Schussauslösevorrichtung bewirkt und sich Munition im Magazin befindet. Häufig sind diese Waffen auch auf Selbstlader oder Feuerstoß umschaltbar.
Man unterscheidet Reihenfeuerpistole, Maschinenpistole, Maschinenkarabiner, Sturmgewehr, Maschinengewehr und Maschinenkanone.

## Antrieb
Die Funktion der automatischen Schusswaffe kann grundsätzlich durch die Eigenenergie, erzeugt aus dem Abschuss der Munition, oder durch dem System von außen zugeführte Fremdenergie erfolgen.
Beim Eigenantrieb wird unterschieden zwischen Gasdruckladern und Rückstoßladern bzw. kombinierten von Gasdruck- und Rückstoßladern.
Bei den kombinierten Antrieben sind prinzipiell verschiedene Varianten denkbar. Praktisch durchgesetzt haben sich folgende:
- Entriegeln und Öffnen durch Rückstoß, unterstützender Antrieb durch Gasdruck (z. B. MG3)
- Entriegeln durch Gasdruck, Antrieb durch Rückstoß (z. B. Rh 202).

Beim Fremdantrieb kommt elektrische, hydraulische oder pneumatische Energie von außen.

## Sport- und Spielzeugwaffen
Sport- und Spielzeugwaffen wie Luftgewehr, Luftpistole, Paintballmarkierer, Dartblaster und Softairwaffen haben keine Patronenmunition mit Treibsatz, sondern besondere Geschosse, Schaumstoffdarts, Plastik- oder Farbkugeln. Sie können durchaus als Mehrlader mit Druckgas oder elektropneumatisch angetrieben sein. Die Unterscheidung Halbautomat/Vollautomat wird auch hier gemacht.

## Rechtliches

### Deutschland
- Das deutsche Waffengesetz definiert vollautomatische Schusswaffen als solche, bei denen durch einmalige Abzugsbetätigung mehrere aufeinanderfolgende Schüsse aus demselben Lauf abgefeuert werden. Hierbei ist zu beachten, dass sich dieses Gesetz auf den zivilen Bereich beschränkt und mehrläufige Maschinenwaffen im Kriegswaffenkontrollgesetz unter dem Punkt Kriegsschusswaffen behandelt werden. Die Genehmigung zum Privatbesitz vollautomatischer Schusswaffen bedarf einer BKA-Sondergenehmigung, welche nur in seltenen Ausnahmefällen erteilt wird. Insofern dient die Definition im Waffengesetz eher der Abgrenzung zu anderen Begriffen.
- Als vollautomatische Schusswaffen gelten nach dem deutschen Waffengesetz auch Schusswaffen, die mit allgemein gebräuchlichen Werkzeugen zu vollautomatischen Schusswaffen umgebaut werden können. Ebenso gelten als Vollautomaten auch zu Halbautomaten umgebaute Vollautomaten, die sich mit einfachen Mitteln wieder zu Vollautomaten zurückbauen lassen.

In Deutschland ist es Privatpersonen verboten, vollautomatische Waffen zu besitzen. Sie gelten als Kriegswaffen. Der Besitz von oder der Handel mit Kriegswaffen wird mit Freiheitsstrafe bis zu 10 Jahren bestraft.

### Schweiz
In der Schweiz fallen vollautomatische Schusswaffen gemäß dem Waffengesetz, Artikel 5 unter den Begriff Seriefeuerwaffen, deren Erwerb und Besitz verboten ist. Dies gilt auch für solche, die zu halbautomatischen Waffen abgeändert worden sind. Zudem verbietet das Gesetz das Schiessen mit Seriefeuerwaffen. Die kantonalen Behörden können in begründeten Einzelfällen (z. B. für Sammler) Ausnahmebewilligungen erteilen. Diese Bewilligungen enthalten Vorschriften, welche durch die Behörde regelmäßig überprüft werden. So sind u. a. Verschluss und Waffe „getrennt und vor dem Zugriff Dritter geschützt“ aufzubewahren.
Zu halbautomatischen Feuerwaffen abgeänderte schweizerische Ordonnanz-Seriefeuerwaffen gelten nicht als Waffe im Sinne von Artikel 5 Absatz 1 Buchstabe a des Waffengesetzes (SR 514.54).
Das persönliche Sturmgewehr (eine Seriefeuerwaffe) des Soldaten, welches dieser während seiner aktiven Zeit zu Hause aufbewahrt, ist nicht dem Waffengesetz unterstellt. Während dieser Zeit kommen das Militärgesetz und die militärischen Vorschriften zur Anwendung. Wird dem Soldaten nach erfüllter Dienstpflicht eine zu einer halbautomatischen Waffe abgeänderte Seriefeuerwaffe zu Eigentum übergeben, so gilt Artikel 5 Absatz 1 Buchstabe a des Waffengesetzes (SR 514.54).

### Kanada
Am 1. Mai 2020 verbot die kanadische Regierung den Besitz von Militärwaffen ähnelnden halbautomatischen Schusswaffen durch Privatpersonen. Für die Besitzer solcher Waffen gilt eine Übergangszeit von 2 Jahren, innerhalb derer sie die Waffen abgeben müssen. Eine Entschädigungsregelung ist geplant. Vollautomatische Schusswaffen in Privatbesitz waren bereits vorher nicht erlaubt.